# Amina Fakhet
Amina Fakhet (arabe : أمينة فاخت), née le 12 mai 1968 au Bardo près de Tunis, est une chanteuse tunisienne.

## Biographie
Née dans le quartier de Khaznadar d'un père fonctionnaire à la Société tunisienne de l'électricité et du gaz, elle connaît une enfance plutôt difficile et mouvementée dans un quartier populaire. Perdant son père en 1982, à l'âge de 14 ans, elle se présente l'année suivante au concours télévisé Art et don, une émission produite et présentée par le compositeur Ezzedine Ayachi. Elle y présente un tube en vogue à l'époque, Mon histoire avec le temps de Warda.
Pourtant, le jury lui reconnaît un timbre de voix fort. À l'âge de seize ans, elle fait partie de la Troupe nationale de musique dirigée par Ayachi qui lui compose une chanson intitulée Maktoub.
Sur scène, elle se déchaîne et ne se retient plus : c'est justement ce brin de folie que le public adore chez elle. Encore très jeune, à 18 ans, elle part pour Paris. Alors qu'elle mise beaucoup sur les maisons de production pour se faire un répertoire propre, elle ne trouve aucun engagement.
Elle part donc, en 1991, pour Le Caire pour aller voir des producteurs en quête de tubes commerciaux. Elle en revient, trois ans après, avec un album propre signé par le grand compositeur égyptien Ammar Chrii. Un autre compositeur, Baligh Hamdi, lui signe la chanson Ana haweet. Face aux critiques acerbes de certains milieux, elle finit par regagner Tunis.
C'est là, en l'espace d'une douzaine d'années, qu'elle connaît enfin le succès : elle monte régulièrement sur la scène du Festival international de Carthage, comme en 2004, où elle y chante avec le bassiste français Stéphane Bertrand, ou encore en 2018 où elle ne respecte pas le programme prévu en recourant à l'improvisation et en modifiant le choix de chansons. Elle informe qu'une partie des cachets de ses deux concerts des 21 et 24 juillet 2018 donnés au Festival international de Carthage est donnée aux familles des martyrs de la garde nationale,.

## Discographie
- Anta mouradi
- Ilah al koun
- Mahasaltech
- Wala marra
- Sultan hobbak
- Mestaghrabin

## Distinctions
- Commandeur de l'Ordre tunisien du mérite (2006)[5].

## Vie privée
Sa fille Molka est aussi chanteuse.